# Encino, New Mexico
Encino är en ort (village) i Torrance County i New Mexico. Vid 2010 års folkräkning hade Encino 82 invånare.